# Anna Kszak
Anna Kszak, po mężu Krzyżanowska (ur. 21 grudnia 1971) – polska lekkoatletka, specjalizująca się w biegach długich, medalistka mistrzostw Polski.

## Kariera sportowa
Była zawodniczką Wawelu Kraków.
Na mistrzostwach Polski seniorek zdobyła trzy medale w biegu maratońskim: srebrny w 1995 oraz brązowe w 1996 i 1999. 
W 2012 obroniła  w Akademii Wychowania Fizycznego w Krakowie pracę doktorską Sprawność motoryczna żołnierzy desantu i wojsk łączności z uwzględnieniem programów szkolenia napisaną pod kierunkiem Stanisława Sterkowicza. Pracuje w Państwowej Wyższej Szkole Zawodowej w Wałczu.
Rekordy życiowe.
- 5000 m: 17:35,08 (7.07.1996)
- 10 000 m: 36.55,96 (3.06.1995)
- maraton: 2:39.27,00 (29.09.1996)